# John Summerson
John Newenham Summerson CH CBE (* 25. November 1904 in Darlington, County Durham, England; † 10. November 1992, Camden, London, England) war einer der führenden britischen Kunsthistoriker des 20. Jahrhunderts. Er befasste sich vornehmlich mit der Geschichte der britischen Architektur.

## Leben
Summersons Vorfahren waren eng mit der Industrie seiner Heimat verbunden. Der Großvater arbeitete für die Stockton and Darlington Railway auf der weltweit die ersten Fahrgäste mit der Eisenbahn befördert wurden. Sein Vater gründete 1869 in Darlington die Stahlfirma Thomas Summerson and Sons.
Summerton besuchte die Harrow School und anschließend das University College London, das er 1928 mit dem Bachelorexamen abschloss. Im Jahr darauf ging er als Dozent für Architektur an das Edinburgh College of Art. Von 1934 bis 1941 war er stellvertretender Herausgeber der Zeitschrift The Architect and Building News und danach vier Jahre lang Direktor der Denkmalschutzbehörde National Buildings Record.
Nach dem Zweiten Weltkrieg lehrte Summerson Architekturgeschichte an der Architectural Association und am Birkbeck College, University of London. 1958/1959 lehrte er als Slade Professor of Fine Art an der Universität Oxford und wurde 1966 auf den Slade Chair in Cambridge gewählt. In den Jahren von 1945 bis 1984 war er Kurator des Sir John Soane’s Museum in London.

## Wirken
Summersons Bücher über die Architektur im England der Könige George III. und George VI., der Georgian Era, sind noch heute ebenso wie seine Bände über Christopher Wren, Inigo Jones, The Classical Language of Architecture und The Architecture of the Eighteenth Century noch Standardwerke für Laien und Wissenschaftler. Im letztgenannten Buch wies er auf die Bedeutung des französischen Architekten Étienne-Louis Boullée für die Entwicklung des Erneuerers der Architektur in der Zeit um das Jahr 1800, Claude-Nicolas Ledoux, hin.
Summerson gehörte im Laufe der Jahre verschiedenen Kommissionen an, so zum Beispiel der Royal Fine Art Commission, der Royal Commission on Historical Monuments und der Historical Manuscripts Commission an.
Summerson prägte für den maurisch-byzantinischen Mischstil aus Bristol den Begriff bristol-byzantinisch. Er war nicht immer und überall ein Verfechter des Denkmalschutzes. So sprach er sich zum Beispiel für den Abriss von 16 Häusern aus der Zeit des Georgian in der Fitzwilliam Street in Dublin durch das irische Electricity Supply Board (ESB) aus. In der Straße ist heute noch ein Haus erhalten und dient als das Museum Number Twenty Nine Lower Fitzwilliam Street.

## Preise und Ehrungen
- 1954 Wahl zum Mitglied (Fellow) der British Academy.[1]
- 1967 Wahl in die American Academy of Arts and Sciences.[2]
- 1976: Royal Gold Medal des Royal Institute of British Architects.
- 1984: Commander des Order of the British Empire.
- 1986: Order of the Companions of Honour am 31. Dezember 1986.
- 2012: Blue Plaque, angebracht an dem Londoner Wohnhaus in Chalk Farm, in welchem er bis zu seinem Tod wohnte.

## Veröffentlichungen
- 1943: The Microcosm of London, Fotografien von T. Rowlandson und A. C. Pugin, Penguin Books, London/New York.
- 1947: The Architectural Association 1847–1947. Pleiades Books, London 1947.
- 1953: Sir Christopher Wren. Collins Clear Type Press, London.
- 1952: Sir John Soane 1753–1837. Art and Technics, 1952.
- 1966: Inigo Jones. Pelican series: The Architect and Society. Penguin Books, Harmondsworth, Middlesex, England.
- 1966: The Classical Language of Architecture, Reihe: University Paperbacks. Methuen & Co. Ltd., London und The M.I.T. Press, Massachusetts Institute of Technology, Cambridge, Massachusetts, USA
  - deutsch von Wolf Koenigs: Die klassische Sprache der Architektur. Vieweg, Braunschweig/Wiesbaden 1983, ISBN 3-528-08763-3.
- 1968: als Herausgeber. Concerning Architecture: Essays on Architectural Writers and Writing; presented to Nikolaus Pevsner. Allen Lane, London und Penguin Press.
- 1972: The Architecture of Victorian London. University of Virginia Press, Charlottesville, Virginia, USA, ISBN 0-8139-0592-3.
- 1977: Architecture in Britain 1530 to 1830, Reihe: The Pelican History of Art. Penguin Books, Harmondsworth, Middlesex, England, ISBN 0-14-056003-3.
- 1980: Neuauflage mit James Maude Richards: The Life and Work of John Nash, Architect. MIT Press, Cambridge, Massachusetts, USA.
- 1986: The Architecture of the Eighteenth Century.
  - 1987: deutsch von Hannes W. Schoeller und Brigitte Weitbrecht: Die Architektur des 18. Jahrhunderts. Hatje, Stuttgart 1987, ISBN 3-7757-0237-7.
- 2003: Georgian London, Barrie & Jenkins, London, ISBN 0-7126-2095-8.